# چلسی هاموند
چلسی هاموند (انگلیسی: Chelsea Hammond؛ زادهٔ ۲ اوت ۱۹۸۲) ورزشکار پرش طول اهل جامائیکا است.
وی در مسابقات کشوری و بین‌المللی در مجموع برندهٔ ۱ مدال برنز شده‌است.